# Wilhelm von Borcke
Friedrich Adolf Wilhelm von Borcke (* 11. Oktober 1807 in Bahn; † 30. Januar 1867 in Naumburg) war ein preußischer Generalleutnant.

## Leben

### Herkunft
Wilhelm war Angehöriger des pommerschen Adelsgeschlechts Borcke. Seine Eltern waren der Major im  Dragoner-Regiment Nr. 5 und Erbherr  auf Roggow, Ludwig Friedrich von Borcke (1767–1827) und dessen Ehefrau Luise Henriette, geborene Freiin von Steinaecker (1774–1860). Die Generale Karl von Borcke (1800–1870), Franz von Borcke (1802–1886) und Ludwig von Borcke (1804–1888) waren seine Brüder.

### Werdegang
Borcke begann eine Offizierslaufbahn in der Preußischen Armee 1821 als Kadett in Berlin, avancierte 1822 zum Unteroffizier und 1825 zum Sekondeleutnant im 2. Infanterieregiment. Nach seiner Beförderung zum Premierleutnant im Jahr 1840 wurde er 1841 zur Dienstleistung beim Großen Generalstab kommandiert. Hiernach wurde er 1842 Kapitän im Generalstab des IV. Armee-Korps und 1848 Major im VIII. Armee-Korps. Er nahm 1849 am Feldzug gegen Dänemark teil. 1851 wurde er Bataillonskommandeur im 15. Infanterieregiment. Er stieg 1853 zum Oberstleutnant und 1856 zum Oberst und Kommandeur des 9. Infanterieregiments. 1859 erfolgte seine Beförderung zum Generalmajor, er wurde erst Führer, dann Kommandeur der 14. Infanteriebrigade und erhielt den Roten Adlerorden III. Klasse mit Schwertern. 1861 erfolgte die Verleihung des Roten Adlerorden II. Klasse mit Eichenlaub und Schwertern am Ring. Borcke wurde 1864 als Generalleutnant mit Pension zur Disposition gestellt, war aber für die Dauer des mobilien Verhältnisses im Jahr 1866 Kommandant von Luxemburg.

### Familie
Borcke vermählte sich 1851 mit Therese Freiin von Steinaecker (1821–1864), einer Tochter von General Heinrich Bruno von Steinaecker (1788–1861). Aus der Ehe sind drei Töchter Luise (1852–1899), Marie (1853–1928) und Irene (1858–1880) hervorgegangen, von denen die ersten beiden nacheinander mit Paul Georg Lindenau († 1904), Stabsarzt in Gardelegen, vermählt waren.